# ルッツァスコ・ルッツァスキ

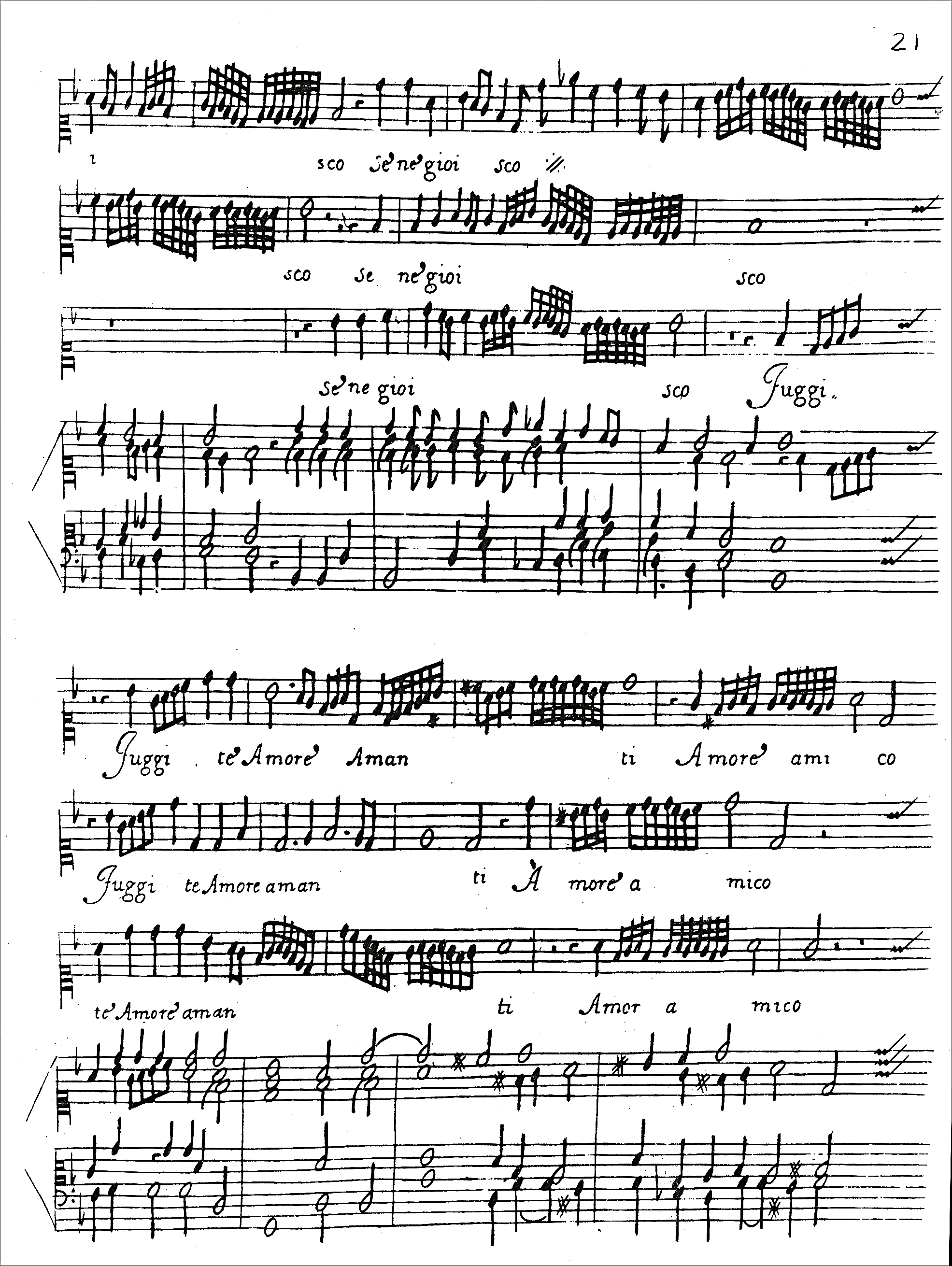
1601年の出版物『Madrigali a uno, e'doi, e'tre soprani』より、ルッツァスキの「O dolcezz'amarissime」の2ページ目

ルッツァスコ・ルッツァスキ（Luzzasco Luzzaschi, 1545年頃？ - 1607年9月10日）は、イタリアのルネサンス末期の作曲家、オルガン奏者、音楽教師。16世紀末のフェラーラの宮廷で活躍し、初期バロックの音楽の形成に大きな影響を与えた。

## 生涯
ルッツァスキの生年に関して詳しい事はわかっていないが、おそらくはフェラーラで生まれ、一生をフェラーラで過ごしたと考えられている。ルッツァスキ本人の証言によれば、彼は若い頃チプリアーノ・デ・ローレの弟子であったという。1561年には宮廷オルガニストとして採用され、1564年に前任者のジャッケス・ブリュネルが死去すると、首席オルガニストに就任した。以後、アルフォンソ2世が死去する1597年までこの地位にとどまり、宮廷の音楽活動において指導的な役割を果たした。アルフォンソ2世の死後もフェラーラにとどまって活動したと見られる。彼の葬儀には80人の音楽家が集まり、棺の上に金色の月桂樹のリースがのせられたという。

## 作品
ルッツァスキは同時代人から、作曲家としても鍵盤楽器奏者としても名声を博していた。
作曲家としてのルッツァスキはまずマドリガーレ作曲家として有名であり、7巻の「5声のマドリガーレ集」と、「1声、2声または3声のソプラノのためのマドリガーレ集」（1601年）が出版されている。アルフォンソ2世の宮廷は当時類を見ないほどの規模で音楽家を雇っていたが、中でもコンチェルト・デッレ・ドンネ（concerto delle donne 「女性の協演」）と呼ばれる3人のソプラノの名歌手からなるユニットを持っていた事で有名である。このコンチェルト・デッレ・ドンネは公爵の非常に私的な音楽組織であり、他の地方や都市からの来賓に特別に披露される以外、公の場で演奏をする事はなかったため、その演奏やレパートリーも秘密にされ、門外不出となっていた。フェラーラで彼女たちの演奏を聴いた者たちから評判は全イタリアへと広がり、各地宮廷の羨望の的になっていたという。このコンチェルト・デッレ・ドンネのレパートリーのある部分はまちがいなくルッツアスキの手になるものであった。アルフォンソ2世の死後、フェラーラは教皇領となり宮廷が解体されてこれらの作品を秘密とする必要がなくなったため、その一部が「1声、2声または3声の…」として出版されたと考えられている。
鍵盤奏者としても高く評価されていた事から、多くのオルガン・チェンバロ用の作品を作曲したと思われるが、今日まで残存しているものは数える程しかない。少なくとも3巻の4声のリチェルカーレ集が出版された事がわかっているが、今日ではすべて失われ、第2巻の12曲のリチェルカーレが写筆譜によって残されているのみである。これに加えて、ジローラモ・ディルータの「トランシルヴァニア人」(Il Transilvano)の中にルッツアスキ作とされるトッカータ1曲、リチェルカーレ2曲が掲載されている。

## 評価と影響
文献中にルッツアスキの5声のマドリガーレ集についての言及が頻繁に現れる事から、ルッツアスキのマドリガーレは同時代人に非常に高く評価されていた事がわかる。ルッツアスキの5声のマドリガーレ集第6巻の中で、詩と音楽の密接な関係を双子にたとえ、常に詩が先に生まれそれに従って音楽が生まれる、と述べられている事は非常に興味深い。これは、マドリガリズムの表明であるとともに、クラウディオ・モンテヴェルディによる「第二作法」(seconda pratica) を先取りするものであるとも考えられる。実際、モンテヴェルディの「音楽の諧謔」(Scherzi musicali, 1607年) に含まれている、モンテヴェルディの弟であるジュリオ・チェザーレ・モンテヴェルディによる Dichiaratione（所信表明）の中で、ルッツアスキは第二作法を実践した作曲家のひとりとして挙げられている。
コンツェルト・デッレ・ドンネとそのレパートリーが与えた影響も大きく、たとえば上述のモンテヴェルディによる「音楽の諧謔」はルッツアスキの「1声、2声または3声の…」に影響を受けたものであると言われており、他の音楽家の間でもソプラノ2声のための作品が流行した。これらのルッツアスキの作品は、フィレンツェのカメラータのものとは異なった様式を持ってはいたものの、その後のモノディー様式の先駆であったと見なせる。
鍵盤奏者としての彼の名声も大きなものであった。ヴィンチェンツォ・ガリレイは彼の巧みな鍵盤演奏を称賛しているし、アドリアーノ・バンキエリはルッツアスキとクラウディオ・メールロの2人が全イタリアで最も巧みなオルガニストである、と述べている。前述のディールタの「トランシルバニア人」でも、ルッツアスキの作品は「鍵盤音楽の手本である」と評されている。
ルッツアスキは生前から音楽教師としても非常に有名であり、多くの弟子を持っていたと考えられるが、今日よくわかっているのはそのうちの数人である。その中にジローラモ・フレスコバルディが含まれていることは有名である。ルッツアスキが作品や弟子たちを通して同時代人や後世に与えた影響は大きく、その後のローマやナポリの音楽家たちの器楽における対位法の扱いにその痕跡が見られる。
ルッツアスキは急進的な音楽家ではなかったが、多くの進歩的な作品、また弟子への教育を通して、バロックの音楽の発生を促した重要な音楽家のひとりであったといえる。